# Meistriliiga (2009)
Meistriliiga 2009 była 19. edycją najwyższej klasy rozgrywkowej piłki nożnej w Estonii.
Brało w niej udział 10 drużyn, które w okresie od 7 marca do 10 listopada 2009 rozegrały 36 kolejek meczów. Levadia Tallinn zdobyła czwarty tytuł z rzędu, a siódmy w swojej historii.

## Uczestniczące drużyny
| Uczestnicy poprzedniej edycji | Uczestnicy poprzedniej edycji | Uczestnicy poprzedniej edycji | Uczestnicy poprzedniej edycji |
| --- | ----------------------------- | ----------------------------- | ----------------------------- |
| LEV | Levadia Tallinn               | Tallinn                       | 1                             |
| FLO | Flora Tallinn                 | Tallinn                       | 2                             |
| NVA | JK Narva Trans                | Narwa                         | 3                             |
| NÕM | Nõmme Kalju                   | Tallinn                       | 4                             |
| SLK | JK Sillamäe Kalev             | Sillamäe                      | 5                             |
| VTU | Viljandi Tulevik              | Viljandi                      | 6                             |
| M-T | Tartu JK Maag Tammeka         | Tartu                         | 7                             |
| TKV | JK Tallinna Kalev             | Tallinn                       | 8                             |
| TVM | Tallinna FC TVMK              | Tallinn                       | 10                            |
| |                               |                               |                               |
| TMT | Tartu JK Tammeka              | Tartu                         | [ a ]                         |
| Awans z Esiliigi |                               |                               |                               |
| KUR | FC Kuressaare                 | Kuressaare                    | 2                             |
| po barażach |                               |                               |                               |
| EPJ | Paide FC Flora Linnameeskond  | Paide                         | 4                             |
| Oznaczenia: - kolumna pierwsza – skróty nazw drużyn, - kolumna trzecia – siedziba klubu, - kolumna czwarta – miejsce zajęte w poprzednim sezonie. |                               |                               |                               |

## Tabela
| Lp. | Drużyna                    | M  | Z  | R | P  | B+  | B– | +/– | Pkt | Kwalifikacja lub spadek                      |
| --- | -------------------------- | -- | -- | - | -- | --- | -- | --- | --- | -------------------------------------------- |
| 1   | Levadia Tallinn (M, P)     | 36 | 31 | 4 | 1  | 121 | 23 | +98 | 97  | Liga Mistrzów UEFA • II runda kwalifikacyjna |
| 2   | Sillamäe Kalev             | 36 | 24 | 4 | 8  | 85  | 40 | +45 | 76  | Liga Europy UEFA • II runda kwalifikacyjna   |
| 3   | Narva Trans                | 36 | 23 | 7 | 6  | 82  | 29 | +53 | 76  | Liga Europy UEFA • I runda kwalifikacyjna    |
| 4   | Flora Tallinn              | 36 | 22 | 6 | 8  | 79  | 31 | +48 | 72  | Liga Europy UEFA • I runda kwalifikacyjna    |
| 5   | Nõmme Kalju                | 36 | 15 | 9 | 12 | 65  | 47 | +18 | 54  |                                              |
| 6   | Viljandi Tulevik           | 36 | 15 | 6 | 15 | 55  | 49 | +6  | 51  |                                              |
| 7   | Tartu Tammeka              | 36 | 7  | 3 | 26 | 29  | 86 | −57 | 24  |                                              |
| 8   | Kuressaare                 | 36 | 7  | 3 | 26 | 21  | 99 | −78 | 24  |                                              |
| 9   | Paide Linnameeskond (B, O) | 36 | 6  | 4 | 26 | 21  | 97 | −76 | 22  | baraż o Meistriliiga                         |
| 10  | Kalev Tallinn (S)          | 36 | 4  | 4 | 28 | 32  | 89 | −57 | 16  | spadek do Esiliiga                           |

1. ↑  Paide FC Flora Linnameeskond przed rozpoczęciem sezonu zmienił nazwę klubu na Paide Linnameeskond.

## Wyniki
| Gospodarz \ Gość    | FLO | NÕM | KUR | LEV | PAI | SIL | T.K | TAM | NAR | TUL | FLO | NÕM | KUR  | LEV | PAI  | SIL | T.K | TAM | NAR | TUL |
| ------------------- | --- | --- | --- | --- | --- | --- | --- | --- | --- | --- | --- | --- | ---- | --- | ---- | --- | --- | --- | --- | --- |
| Flora Tallinn       |     | 0–0 | 3–0 | 1–3 | 4–0 | 4–1 | 1–0 | 2–1 | 1–1 | 1–0 |     | 2–2 | 3–0  | 1–3 | 0–0  | 4–0 | 4–1 | 2–1 | 1–2 | 4–1 |
| Nõmme Kalju         | 0–1 |     | 6–1 | 1–2 | 3–0 | 1–3 | 2–1 | 4–0 | 1–2 | 1–1 | 3–2 |     | 1–0  | 1–3 | 10–0 | 1–1 | 3–4 | 1–1 | 2–2 | 1–1 |
| Kuressaare          | 1–0 | 1–2 |     | 1–7 | 1–0 | 0–1 | 0–1 | 0–0 | 0–5 | 0–3 | 0–3 | -:- |      | 1–3 | 4–1  | 0–3 | 2–0 | 0–2 | 0–7 | 0–4 |
| Levadia Tallinn     | 3–2 | 3–1 | 3–0 |     | 2–0 | 3–1 | 4–1 | 8–0 | 2–0 | 5–0 | 1–0 | 5–0 | 8–0  |     | 4–2  | 6–1 | 5–1 | 6–1 | 1–1 | 3–0 |
| Paide Linnameeskond | 0–6 | 0–3 | 0–0 | 0–3 |     | 0–2 | 1–0 | 3–1 | 0–5 | 0–1 | 0–6 | 0–3 | 2–0  | 1–5 |      | 0–1 | 3–2 | 2–1 | 1–1 | 0–4 |
| Sillamäe Kalev      | 3–2 | 2–0 | 0–1 | 1–1 | 6–0 |     | 2–0 | 5–0 | 2–1 | 1–0 | 1–3 | 1–1 | 5–1  | 0–1 | 3–0  |     | 7–0 | 3–0 | 0–2 | 3–1 |
| Kalev Tallinn       | 0–2 | 1–2 | 1–1 | 2–2 | 0–0 | 1–1 |     | 0–4 | 2–4 | 0–1 | 1–2 | 0–2 | 1–4  | 0–1 | 3–2  | 2–6 |     | 1–6 | 0–2 | 0–2 |
| Tartu Tammeka       | 0–4 | 1–2 | 2–0 | 0–2 | 0–2 | 0–8 | 0–3 |     | 1–4 | 1–1 | 0–4 | 0–1 | 1–2  | 0–2 | 1–0  | 1–2 | 1–0 |     | 0–1 | 0–3 |
| Narva Trans         | 1–2 | 3–0 | 2–0 | 0–3 | 3:- | 1–2 | 3–1 | 3–1 |     | 1–1 | 0–0 | 0–0 | 10–0 | 2–1 | 4–1  | 0–1 | 1–0 | 2–0 |     | 3–1 |
| Viljandi Tulevik    | 1–1 | 0–2 | 3–0 | 0–7 | 1–0 | 1–3 | 2–1 | 3–0 | 1–2 |     | 0–1 | 3–2 | 6–0  | 0–0 | 4–0  | 1–3 | 4–1 | 0–1 | 0–1 |     |

1. ↑  Mecz 19. kolejki (14.07) między Kuressaare a Nõmme Kalju anulowano. Obie drużyny zostały uznane za przegrane, ponieważ zarówno Kuressaare, jak i Kalju skorzystały z nieuprawnionych zawodników[2][3][4]. Mecz zakończył się wynikiem 2–3.
2. ↑  Mecz 1. kolejki (7.03) między Narva Trans a Paide Linnameeskond anulowano. Zwycięstwo przyznano Narva Trans, ponieważ Paide wystawiło nieuprawnionych zawodników[5]. Mecz zakończył się wynikiem 3–0.

## Baraż o Meistriliiga
Paide Linnameeskond wygrała 2-1 dwumecz z Valga Warrior trzecią drużyną Esiliiga o miejsce w Meistriliiga na sezon 2010.
| 15 listopada 2009 | Valga Warrior | 0:1   | Paide Linnameeskond |                                                             |
| 12:00             |               | (0:0) | 48' Andero Pebre    | Sportland Arena, Tallinn Widzów: 110 Sędzia: Roomer Tarajev |

| 21 listopada 2009 | Paide Linnameeskond | 1:1   | Valga Warrior      |                                                                    |
| 12:00             | Liivo Leetma 8'     | (1:0) | 75' Priit Danelson | Stadion Paide Ühisgümnaasiumi, Paide Widzów: 170 Sędzia: Jaan Roos |

## Najlepsi strzelcy
| Bramki | Strzelcy              | Drużyna          |
| ------ | --------------------- | ---------------- |
| 26     | Vitali Gussev         | Levadia Tallinn  |
| 20     | Felipe Nunes          | Nõmme Kalju      |
| 17     | Nikita Andriejew      | Levadia Tallinn  |
| 14     | Jüri Jevdokimov       | Viljandi Tulevik |
| 13     | Alo Dupikov           | Flora Tallinn    |
| 13     | Vitali Leitan         | Levadia Tallinn  |
| 13     | Aleksei Naumov        | Sillamäe Kalev   |
| 13     | Aleksandr Tarassenkov | Narva Trans      |
| 13     | Wiaczesław Zahovaiko  | Flora Tallinn    |
| 12     | Konstantin Nahk       | Levadia Tallinn  |

Źródło:

## Stadiony
| Flora Tallinn   |
| --------------- |
| A. Le Coq Arena |
|                 |

| Kalev Tallinn            |
| ------------------------ |
| Stadion Centralny Kalevi |
|                          |

| Kuressaare               |
| ------------------------ |
| Kuressaare linnastaadion |
|                          |

| Narva Trans               |
| ------------------------- |
| Narva Kreenholmi staadion |
|                           |

| Nõmme Kalju   |
| ------------- |
| Hiiu staadion |
|               |

| Levadia Tallinn  |
| ---------------- |
| Stadion Kadriorg |
|                  |

| Paide Linnameeskond           |
| ----------------------------- |
| Stadion Paide Ühisgümnaasiumi |
|                               |

| Sillamäe Kalev         |
| ---------------------- |
| Stadion Sillamäe Kalev |
|                        |

| Tartu Tammeka  |
| -------------- |
| Tamme staadion |
|                |

| Viljandi Tulevik       |
| ---------------------- |
| Viljandi linnastaadion |
|                        |

Źródło: